# Principio protector
El derecho laboral tiene una clara vocación de tutela y protección del más débil, el trabajador. En las relaciones sociales se dan vínculos de poder y uno de los más intensos es probablemente el de las relaciones de trabajo. Se podría señalar que el principio de protección es la razón de ser del derecho del trabajo.
El principio protector, llamado también principio tuitivo, proteccionistas o de favor, se fundamenta en la falta de libertad inicial y consecuente del trabajador. 
Dejar sujeto al trabajador a la autonomía privada y al mercado, implica cosificarlo y convertirlo en verdadero objeto de derecho, disponible al mejor postor.
Para este contenido tutelar el legislador dispone de un estatuto protector del trabajador, como normas de orden público, que establece mínimos irrenunciables, en materia de remuneraciones, higiene y seguridad, descansos, capacidad laboral, feriado, término de contrato, etc. Se trata del derecho individual del trabajo.
Asimismo, el trabajador reconoce y promociona el momento colectivo cuando los trabajadores se asocian en sindicatos y negocian colectivamente con el empleador. Se trata del derecho colectivo del trabajo.
Finalmente, el legislador contempla la vigilancia administrativa de la ejecución del contrato de trabajo por medio de la Dirección del Trabajo. Es el derecho administrativo del trabajo. 
En resumen la protección del trabajador es la idea matriz del derecho del trabajo. El derecho del trabajo humaniza las relaciones laborales.
En todo caso, esta protección no es absoluta, pues el derecho laboral requiere que la empresa pueda funcionar económicamente, por tanto la protección siempre tiene en cuenta la continuidad y el lucro del empleador. 
Esta protección flexible está muy presente en nuestra legislación, a través de diversas normas que directamente benefician al empleador, que incluso no podrían fundamentarse desde una óptica contractual, tales como:
- El ius variandi;
- La potestad reglamentaria (Reglamento Interno);
- La potestad disciplinaria;
- El reconocimiento explícito de su facultad de organizar, dirigir y administrar la empresa;
- La facultad de entender las cláusulas de los contratos colectivos.

Es un delicado equilibrio que ha establecido nuestro legislador

El principio protector contiene cinco manifestaciones:
- Regla de la norma más favorable. Cuando existe concurrencia de normas, debe aplicarse aquella que es más favorable para el trabajador.
- Regla de la condición más beneficiosa. Una nueva norma no puede empeorar las condiciones que ya tiene un trabajador.
- Regla in dubio pro operario. Entre interpretaciones que puede tener una norma, se debe seleccionar la que más favorezca al trabajador.
- Regla irrenunciabilidad de los derechos los derechos de los trabajadores son irrenunciables mientras subsista la relación laboral.
- Regla primacía de la realidad en caso de discordancia entre lo que ocurre en la práctica y lo que fluye de los documentos, debe darse preferencia a lo primero; es decir, a lo que sucede en el terreno de los hechos.-